# Lenhovda

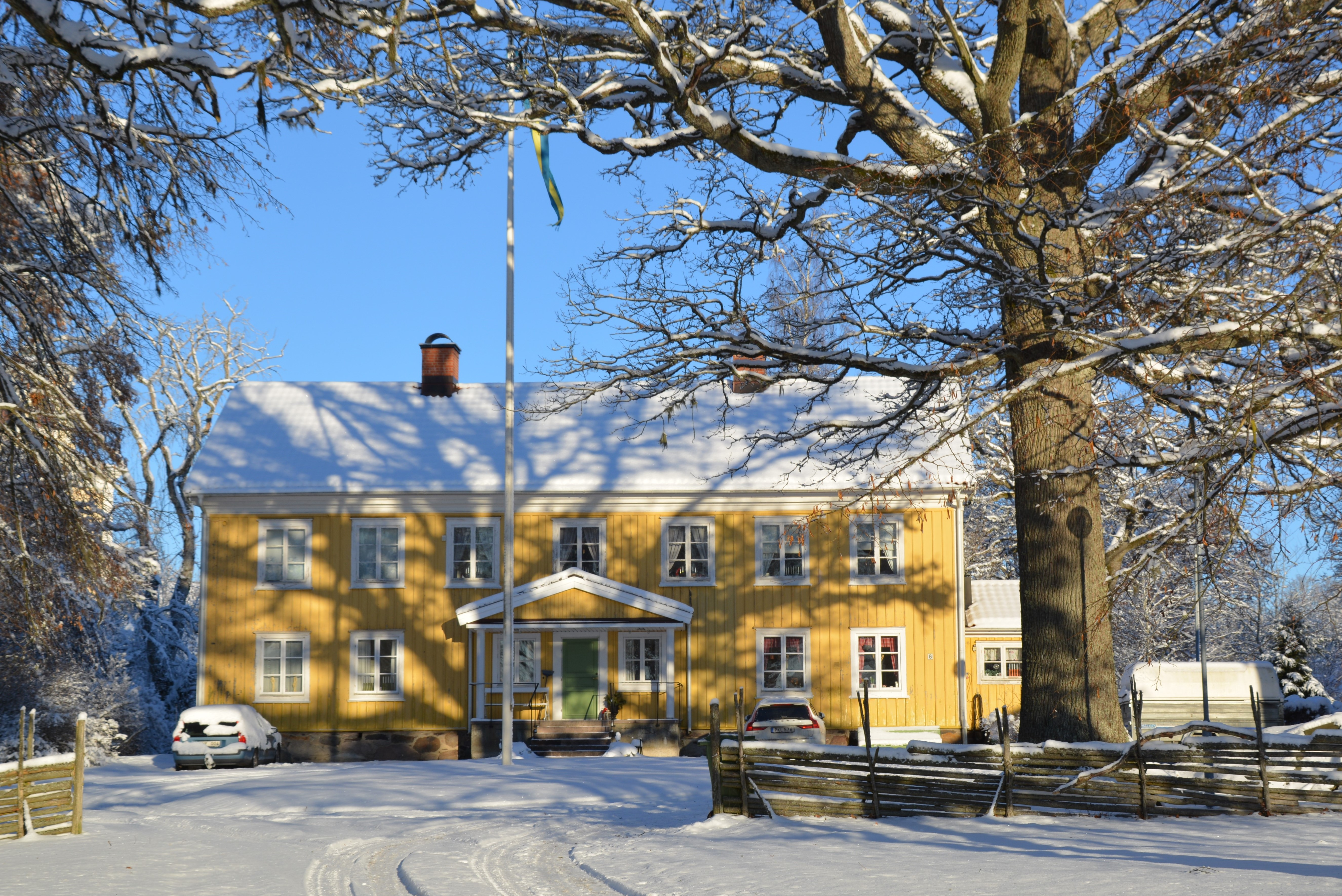
Pfarrhaus, Lenhovda

Lenhovda (schwedische Aussprache: [ˈlêːnˌhɔvda]) ist eine Ortschaft in der Gemeinde Uppvidinge im schwedischen Landkreis Kronobergs län mit 1744 Einwohnern (2010).

## Söhne und Töchter der Ortschaft
- Inge Ejderstedt (* 1946), Fußballspieler